# Hadersdorf-Kammern
Hadersdorf-Kammern je městys v Rakousku ve spolkové zemi Dolní Rakousy v okrese Kremže. Žije v něm 2 016 obyvatel (podle sčítání z roku 2016).

## Poloha
Hadersdorf-Kammern se nachází ve spolkové zemi Dolní Rakousy v regionu Waldviertel. Leží 9 km severovýchodně od okresního města Kremže u řeky Kamp. Kříží se zde silnice B34 a B35, tedy cesty z Kremže, Langenlois, Maissau a Felsu am Wagram. Plocha území města činí 4,79 km2, z nichž 5 % je zalesněných.

### Členění
Území městyse Hadersdorf-Kammern se skládá ze dvou částí (v závorce uveden počet obyvatel k 1. 1. 2015):
- Hadersdorf am Kamp (1 657)
- Kammern (369)

## Historie
První písemná zmínka o Hadersdorfu pochází již z roku 1136. Část Kammern byla dnešnímu městysu v roce 1760 darována od kláštera ve Zwettlu.

## Pozoruhodnosti
- Farní kostel sv. Petra a Pavla ve Hadersdorfu am Kamp
- Výstavní dům Spoerri v Hadersdorfu
- Vinařské muzeum
- Vlastivědné muzeum

## Osobnosti
- Erich Joham (* 1949), vídeňský kadeřník
- Johann Gottfried Malleck (1733–1798), varhanář
- Hermann Reisinger (1900–1967), politik
- Ernst Schmidt jr. (1938–1988), filmový režisér
- Bernd Toms (* 1947), politik

## Galerie

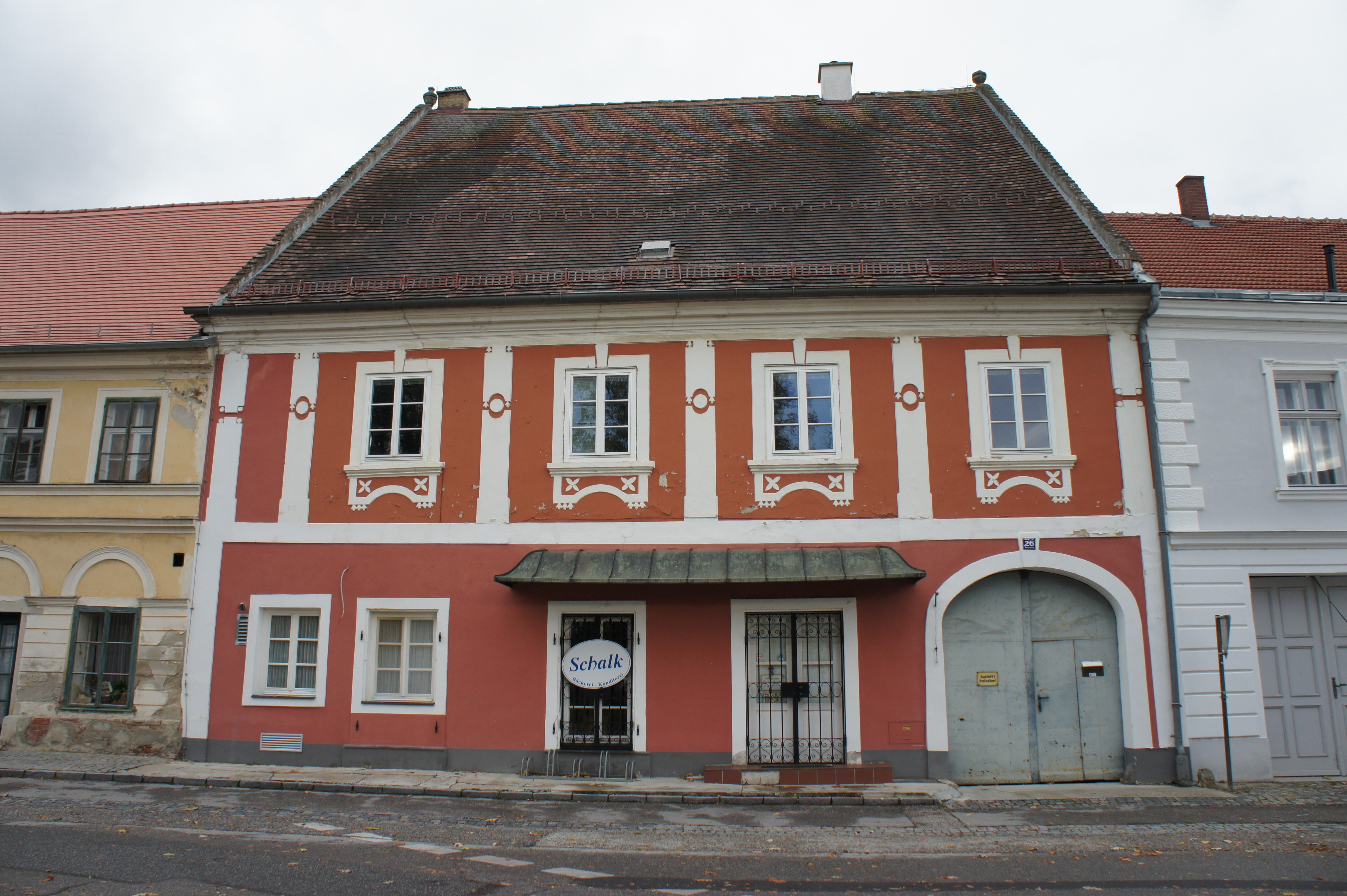
Dům v centru Hadersdorfu
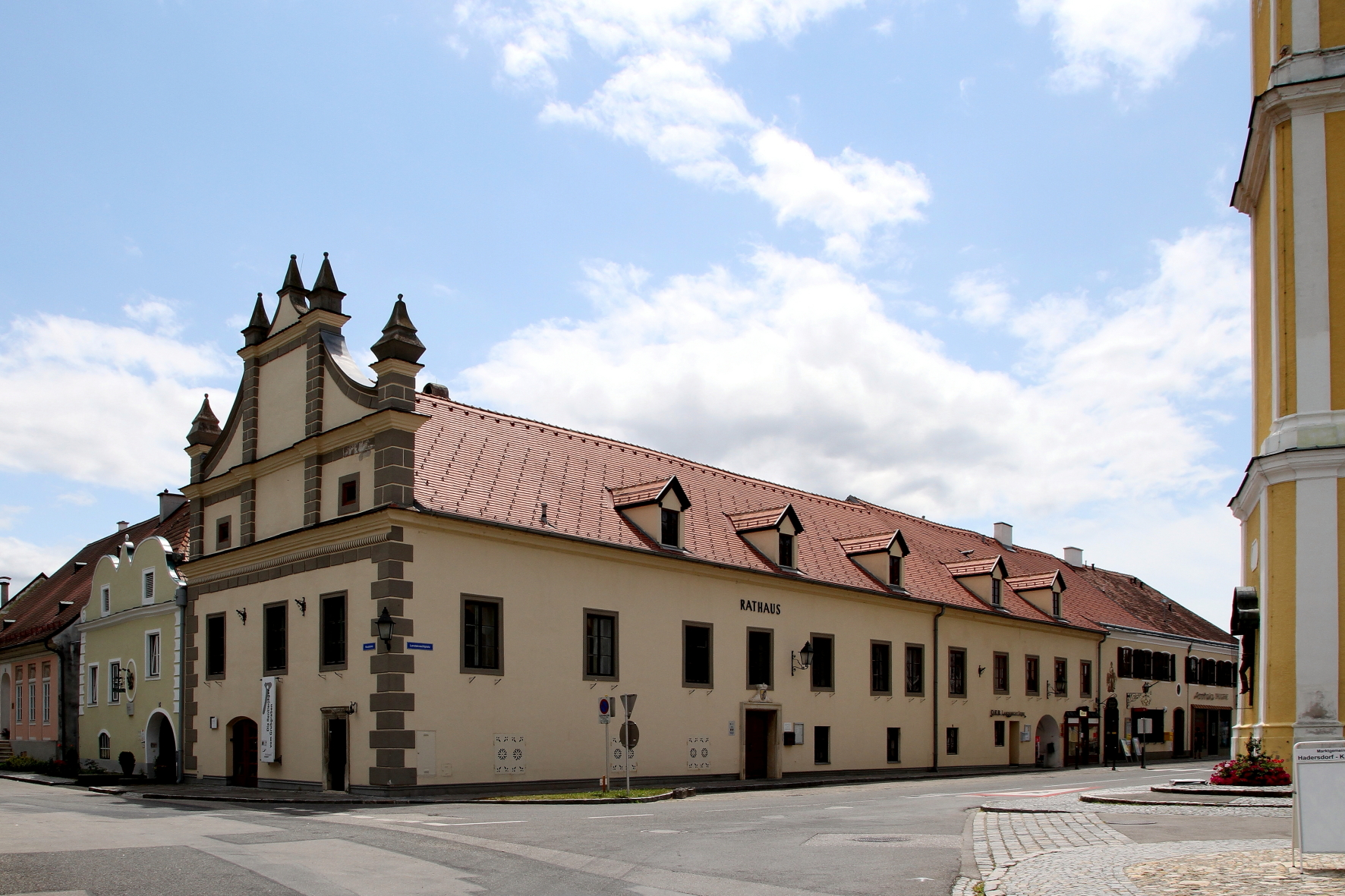
Radnice v Hadersdorfu
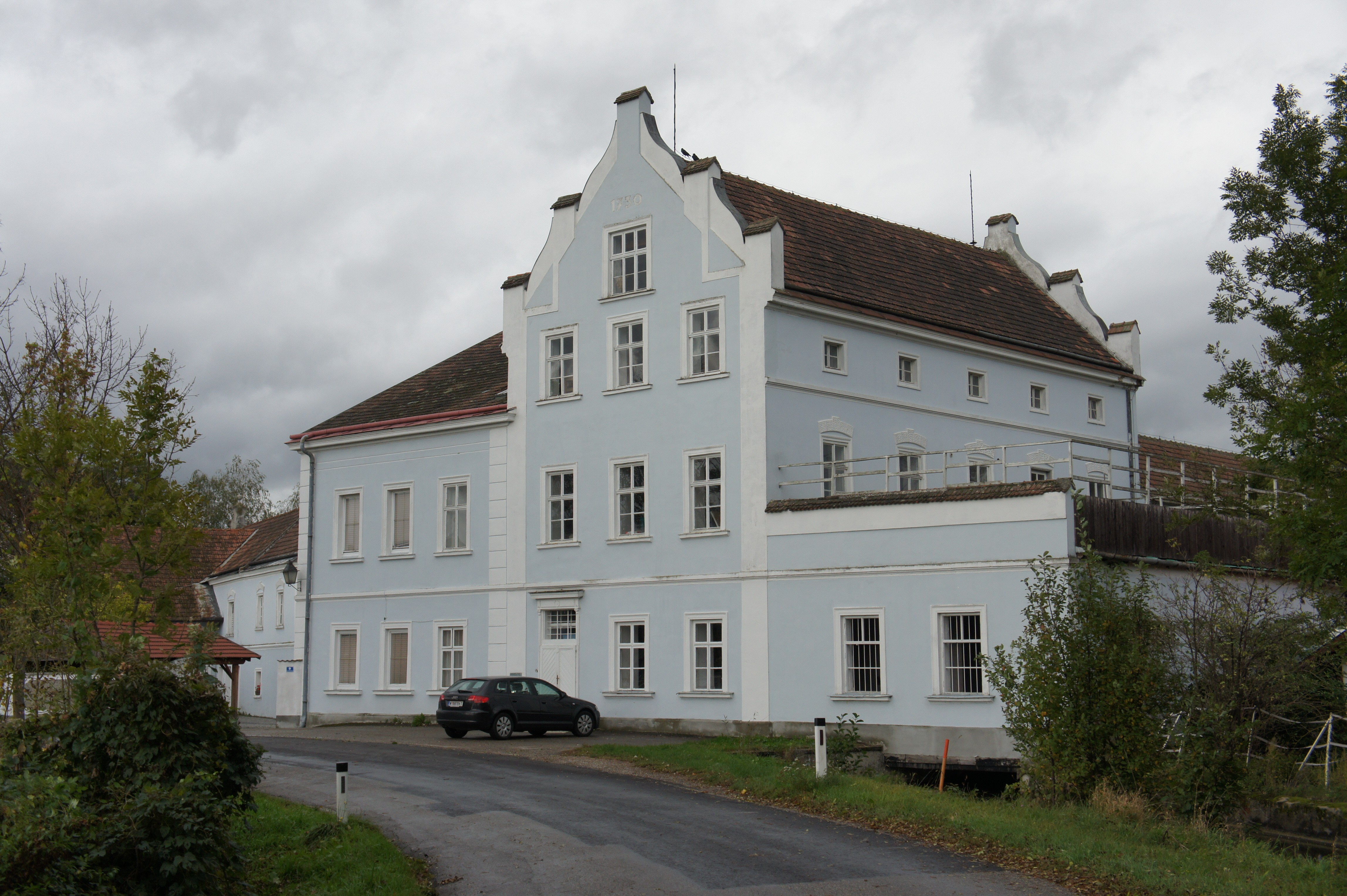
Dům Hadersdorfu
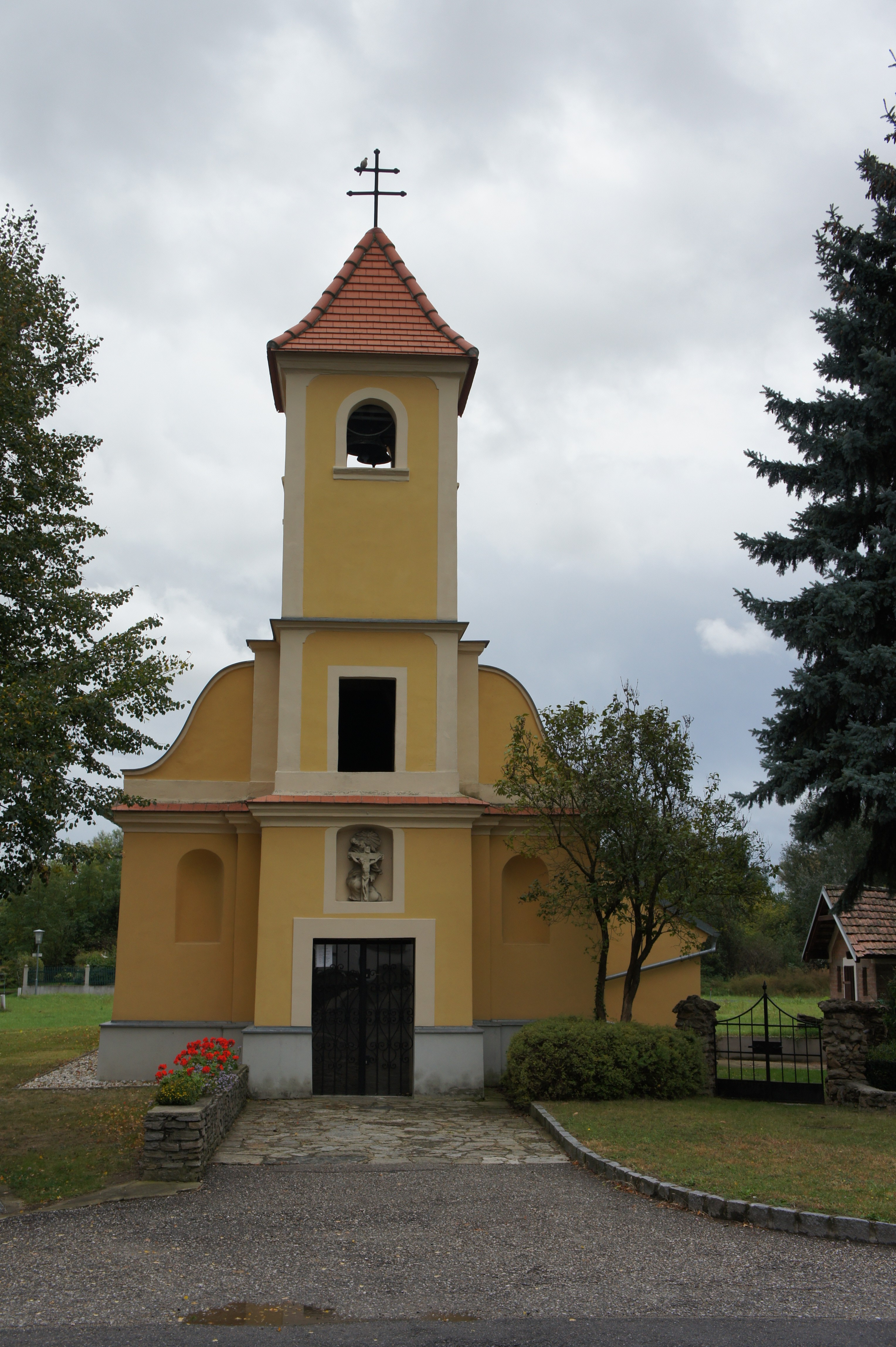
Kostelík v Kammernu
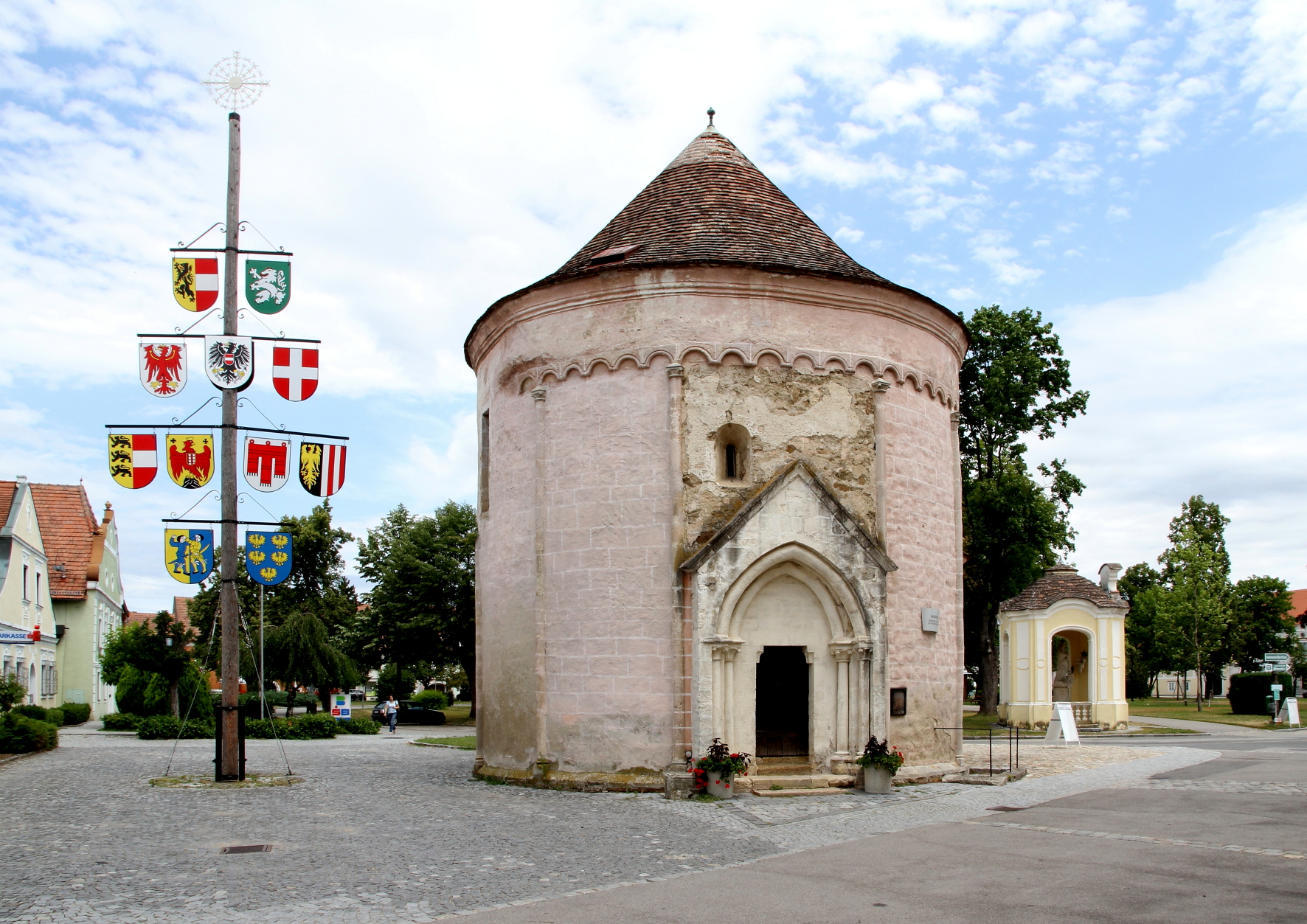
Kostnice na náměstí v Hadersdorfu
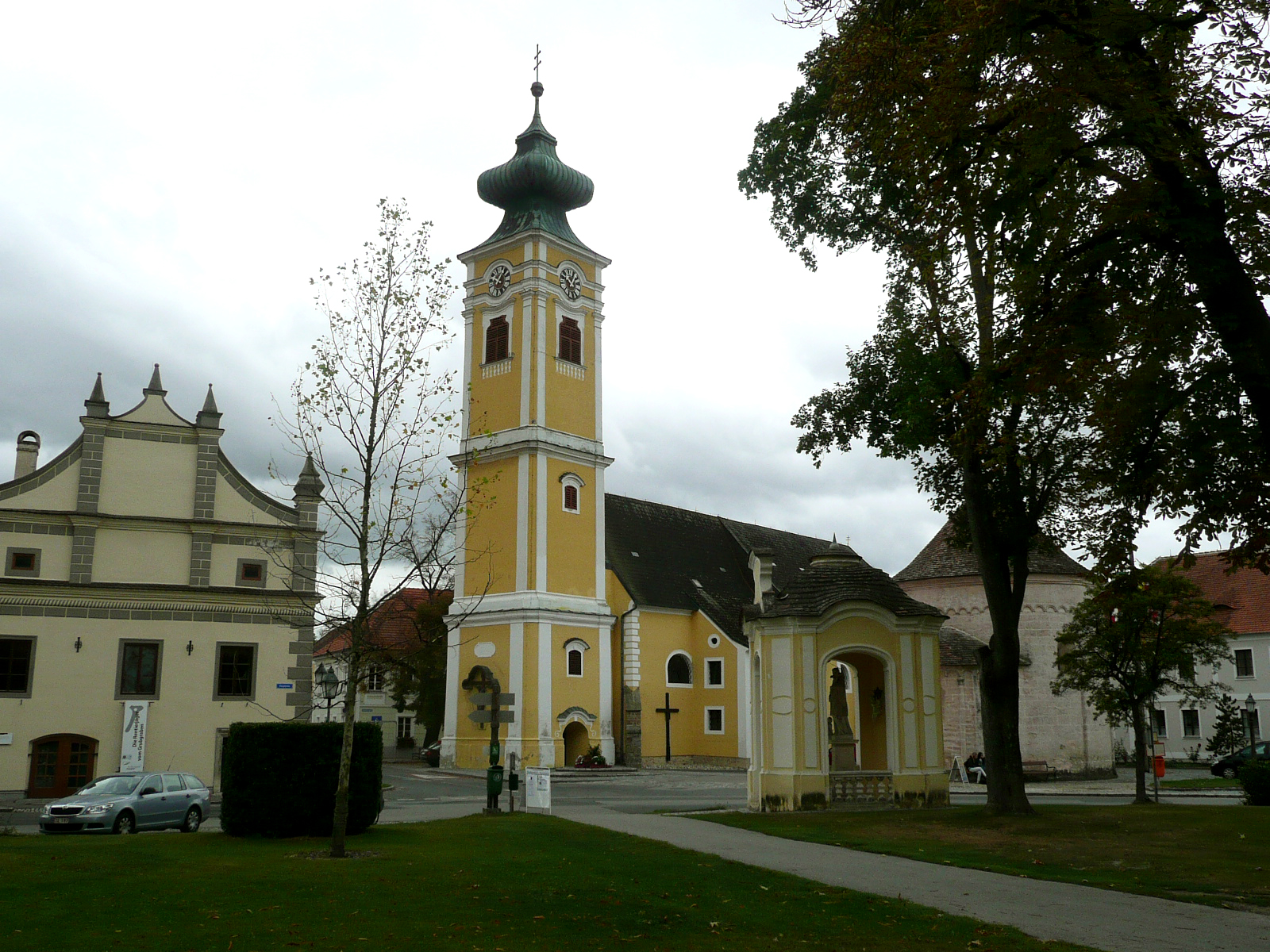
Farní kostel sv. Petra a Pavla v Hadersdorfu